# K-429
El K-429 (a menudo llamado incorrectamente K-329) fue un submarino nuclear del Proyecto 670-A Скат (Skat, que significa " rayo "; también conocido por su denominación de la OTAN: clase Charlie I) de la Armada soviética. Su quilla se colocó el 26 de enero de 1971 en Krasnoye Sormovo en Gorki . Fue botado el 22 de abril de 1972 y puesto en servicio el 31 de octubre de 1972 en la Flota soviética del Pacífico.
Es el único submarino nuclear que se ha hundido dos veces, el 23 de junio de 1983 y el 13 de septiembre de 1985. En ambas ocasiones fue reflotado. Finalmente fue desguazado.

## Historial de servicio
A principios de 1983, el K-429 regresó a la base y necesitaba una revisión después de una larga patrulla. Después de entregar su barco al astillero, la tripulación partió de permiso. Sus armas nucleares permanecieron a bordo.

### Ordenado al mar
Ese junio, el contraalmirante Oleg Yerofeyev, comandante de la Flota del Pacífico, ordenó al capitán de primer rango Nikolay Suvorov que reasumiera el mando del K-429 y participara en un ejercicio. Suvorov cuestionó la orden: los ejercicios habían sido planeados para más adelante en el año, el barco estaba siendo reparado, la tripulación estaba de licencia y Suvorov esperaba un traslado a San Petersburgo. Yerofeyev explicó que la membresía del Partido Comunista de Suvorov sería revocada y que tendría que enfrentarse a un tribunal si hacía tales preguntas. Sin la membresía del Partido Comunista, a Suvorov no se le permitiría comandar un buque de guerra.
Suvorov llamó a su tripulación y regresó al K-42. Gran parte de la tripulación no pudo ser contactada y sus lugares fueron ocupados por marineros de la base naval y de otros cinco barcos que estaban en el puerto en ese momento. Casi un tercio de los 120 tripulantes nunca antes habían estado en el K-429, y ninguno de ellos recibió ningún entrenamiento en el K-429. El 23 de junio de 1983, se ordenó al K-429 que se dirigiera inmediatamente al campo de tiro de torpedos. Suvorov rechazó esa orden y respondió que los procedimientos operativos estándar requerían que primero realizara una inmersión de prueba.

### Hundimiento
A última hora de la tarde del 23 de junio, el K-429 llegó a su zona de pruebas en la bahía de Sarannaya, justo al sur de Petropavlovsk-Kamchatsky, y Suvorov dio la orden de sumergirse a profundidad de periscopio. Sin embargo, no había dado la orden preliminar para configurar el reloj de buceo: la tripulación no alineó los sistemas del barco para el mar, ni estaban en sus puestos para controlar el barco durante la inmersión.
Debido a que el barco no había sido preparado para bucear, las válvulas de instrumentación no estaban alineadas correctamente y, aunque los tanques de lastre principales se estaban llenando, sus indicadores marcaban vacíos. Confundido, Suvorov ordenó que se llenaran los tanques de lastre auxiliares. Con un exceso de lastre de unas 60 toneladas de flotabilidad negativa, el barco se sumergió muy rápidamente.
Mientras el K-429 estaba en el astillero, su sistema de ventilación se había abierto al máximo posible para expulsar los humos de la soldadura. Se desactivaron varios enclavamientos que cerrarían automáticamente las válvulas de ventilación. Esta alineación no se corrigió antes de que el barco se sumergiera.
El sistema de ventilación abierto provocó una inundación catastrófica inmediata de los compartimentos delanteros. Suvorov ordenó un golpe de lastre de emergencia, pero el operador se confundió y cerró las válvulas de inundación en el fondo de los tanques, mientras abría las ventilaciones en la parte superior de los tanques. Aproximadamente la mitad del suministro de aire a alta presión del barco se desperdició a través de las rejillas de ventilación sin desplazar agua. Los compartimentos delanteros absorbieron unos 420 metros cúbicos (420 toneladas) de agua antes de que se pudiera asegurar el sistema de ventilación, lo que mató a 14 hombres de inmediato. Aproximadamente a la medianoche, el barco tocó fondo, a unos 39 metros de profundidad. Aunque Suvorov había cometido errores que contribuyeron al hundimiento, su insistencia en una inmersión de prueba había salvado a los hombres restantes: el campo de tiro de torpedos estaba a unos 200 metros de profundidad. Si Suvorov hubiera procedido allí directamente, el K-429 se hubiera perdido.

### Rescate
Las boyas de emergencia y las cápsulas de escape del barco se habían soldado al casco para evitar perderlas en el mar, por lo que el escape requeriría que la tripulación realizara un ascenso libre en aguas del Ártico. Suvorov asumió que se había recibido su informe de que haría una inmersión de prueba y que el oficial de servicio daría la alarma en aproximadamente una hora cuando no informara sobre el regreso a la superficie. Ordenó a su tripulación que permaneciera en sus puestos y esperara el rescate, a pesar de que la batería del barco había comenzado a liberar hidrógeno.
Varias horas después, durante la mañana del 25 de junio, Suvorov pidió voluntarios. Dos de su tripulación original se pusieron el equipo de escape, bloquearon el baúl de escape de la sala de torpedos y ascendieron con éxito a la superficie. No vieron barcos en la zona, por lo que nadaron hasta la orilla, donde fueron detenidos por la policía militar.
Su informe llegó al almirante Yerofeyev alrededor del mediodía. A las 19:15 de esa noche, se había localizado el barco y el primer marinero ascendió a los barcos de rescate que esperaban a las 22:36. Durante el rescate, dos marineros más se perdieron durante su ascenso. El último marinero llegó a la superficie a las 23:00 horas.

### Consecuencias
El 6 de agosto , el K-429 fue izado y remolcado a aguas poco profundas y comenzó el salvamento. Resultó que el reactor se había apagado automáticamente, pero que sus barras de control se habían atascado antes de alcanzar su carrera máxima y que el reactor había estado funcionando a aproximadamente un 0,5 % de su potencia desde el desastre. No se encontraron fugas de radiación o contaminación. El 8 de agosto, el K-429 fue elevado a dique seco.
Suvorov fue condenado a diez años de prisión. Likhovozov, jefe del quinto compartimento, fue condenado a ocho años. Fueron detenidos en el cuartel donde se llevó a cabo el juicio, sin dejarles despedirse de sus esposas. Suvorov le dijo a un entrevistador: "No soy completamente inocente. Pero se debería haber hecho un análisis justo para evitar tales accidentes en el futuro. Les dije a los jueces en mi declaración final: si no dicen la verdad, otros no aprenderán de ellos. Malas experiencias: ocurrirán más accidentes, más personas morirán".
El almirante Yerofeyev fue ascendido a Comandante en Jefe de la Flota del Norte.
A las 05:30 horas del 13 de septiembre de 1985, el barco volvió a hundirse en el muelle de la fábrica. Lo reflotaron diez días después. Se detuvieron los trabajos de reparación y el barco, dado de baja de la flota de combate, se convirtió en un barco escuela por poco tiempo. En 1987, se puso en reserva y luego se desguazó.